# Мыслаковице (гмина)
Мыслаковице (пол. Mysłakowice) — сельская гмина (волость) в Польше, входит как административная единица в Еленегурский повет, Нижнесилезское воеводство. Население 10 003 человека (на 2004 год).

## Демография
| Перепись                       | Всего   | Всего | Женщины | Женщины | Мужчины | Мужчины |
| ------------------------------ | ------- | ----- | ------- | ------- | ------- | ------- |
| Единицы                        | человек | %     | человек | %       | человек | %       |
| Население                      | 10 003  | 100   | 5202    | 52      | 4801    | 48      |
| Плотность населения (чел./км²) | 112,7   | 112,7 | 58,6    | 58,6    | 54,1    | 54,1    |

## Сельские округа
1. Буковец
2. Домбровица
3. Грушкув
4. Карпники
5. Костшица
6. Крогулец
7. Ломница
8. Мыслаковице
9. Стружница
10. Воянув

## Соседние гмины
1. Гмина Яновице-Вельке
2. Еленя-Гура
3. Гмина Каменна-Гура
4. Ковары
5. Гмина Подгужин